# Deux Hot Dogs Moutarde Chou
Deux Hot Dogs Moutarde Chou es el primer álbum de estudio y álbum debut de la banda canadiense de rock: Les Georges Leningrad.
Originalmente fue lanzado en 2002 por Les Records Coco Cognac (sello discográfico de la banda). En 2003, Blow The Fuse Records relanzo el álbum. Luego de firmar un contrato con Alien8 Recordings en 2004, la banda volvió a relanzar el álbum el 11 de mayo de 2004.
Hoy en día se considera una rareza de álbum y una obra oculta dentro de la escena independiente del rock en Canadá y es considerada igual como una obra de culto.

## Lista de canciones
Todas las canciones escritas y compuestas por Les Georges Leningrad a excepción del sencillo "Constantinople" que es un cover de la banda estadounidense de rock: The Residents. 
| Deux Hot Dogs Moutarde Chou |                                           |          |  |
| N.º                         | Título                                    | Duración |  |
| 1.                          | «Caamckne Nechn»                          | 03:28    |  |
| 2.                          | «Lollipop Lady»                           | 03:32    |  |
| 3.                          | «Bad Smells»                              | 03:06    |  |
| 4.                          | «Georges V»                               | 04:11    |  |
| 5.                          | «La Chienne»                              | 02:53    |  |
| 6.                          | «Didi Extra»                              | 03:46    |  |
| 7.                          | «Prince R»                                | 01:04    |  |
| 8.                          | «Wunderkind»                              | 02:01    |  |
| 9.                          | «Un Imperméable (Mouillé des Deux Côtés)» | 03:01    |  |
| 10.                         | «Cocktail Vampire»                        | 05:13    |  |
| 11.                         | «Constantinople»                          | 01:16    |  |
| 12.                         | «My Santropic»                            | 04:22    |  |
| 13.                         | «We Are All»                              | 11.17    |  |
| 49:22                       |                                           |          |  |

El sencillo "My Santropic" únicamente se encuentra en el primer lanzamiento del álbum.

## Personal
- Poney P - vocal
- Mingo L'Indien - guitarra, teclados
- Bobo Boutin - batería
- Toundra LaLouve - bajo

La producción estuvo bajo cargo del propio grupo.